# ایساگا دیالو
ایساگا دیالو (انگلیسی: Issaga Diallo؛ زادهٔ ۲۶ ژانویهٔ ۱۹۸۷) بازیکن فوتبال اهل فرانسه است.
از باشگاه‌هایی که در آن بازی کرده‌است می‌توان به باشگاه فوتبال سروت ۱۸۹۰ و باشگاه فوتبال کمبریج یونایتد اشاره کرد.